# Protoanemonina
Protoanemonina (de vegades anomenada anemonol o ranunculol) és una toxina que es troba en totes les plantes de la família Ranunculàcia. En maceració, per exemple, quan és ferida la planta, és produïda per un procés enzimàtic des del glicòsid ranunculina. És la lactona d'àcid, 4-pentadienòic 4-hidroxi-2.
Una planta ferida allibera la substància, causant picor, erupcions o butllofes al contacte amb la pell o mucosa. Ingerir plantes fresques de la família Ranunculàcia pot conduir a nàusees, vòmits, marejos, espasmes o paràlisi.
Quan s'asseca la planta, la protoanemonina entra en contacte amb l'aire i dimeritza l'anemonina, que és hidrolitzada a un àcid carboxílic no-tòxic.